# Moyosi
Moyosi Miller, 2007 è un genere di ragni appartenente alla famiglia Linyphiidae.

## Distribuzione
Le tre specie oggi attribuite a questo genere sono state rinvenute in America meridionale: la specie dall'areale più vasto è la M. prativaga reperita in alcune località del Brasile e dell'Argentina; la M. chumota è un endemismo della Guyana.

## Tassonomia
A dicembre 2011, si compone di tre specie:
- Moyosi chumota Miller, 2007 — Guyana
- Moyosi prativaga (Keyserling, 1886)[3] — Brasile, Argentina
- Moyosi rugosa (Millidge, 1991) — Argentina